# Golden Artist Colors
Golden Artist Colors, förkortat Golden, eget skrivsätt GOLDEN, är ett företag och internationellt varumärke inom konstnärsfärger och färger för dekoration och hantverk. Företaget, som är baserat i New Berlin i delstaten New York, har främst inriktat sig på akrylfärger, men gör sedan några år även akvarellfärger och oljefärger.

## Historia

### Bocour Artist Colors
Golden har en förhistoria i företaget Bocour Artist Colors, grundat på 1930-talet på Manhattan i New York av Leonard Bocour, som snart fick en medarbetare i syskonbarnet Sam Golden. Man sålde till en början framförallt handgjord oljefärg, men i slutet av 1940-talet utvecklade de en lösningsmedelsbaserad akrylfärg kallad Magna, vilken var den första kommersiellt tillgängliga konstnärsakrylfärgen och blev populär bland konstnärer inom den abstrakta expressionismen. Så småningom utvecklade Sam Golden också en vattenburen akrylfärg kallad Aquatec.

### Golden Artist Colors
Sam Golden gick i pension och flyttade till New Berlin, men insåg att han ändå ville fortsätta arbeta med färgtillverkning. År 1980 grundades så Golden Artist Colors av Sam Golden tillsammans med hustrun Adele, sonen Mark och svärdottern Barbara Golden samt medarbetaren Chuck Kelly. Efter ett tag tog försäljningen fart och Golden växte till ett betydande internationellt märke för konstnärsakrylfärger.
Sedan 2002 är de anställda på Golden Artist Colors delägare i företaget, och sedan 2010 även majoritetsägare.
Golden har nu utökat verksamheten med både olje- och akvarellfärger. Sedan 2010 ägs Williamsburg Handmade Oil Colors av Golden, och 2014 släppte Golden en egen serie akvarellfärger kallad QoR.
Man utvecklade i början av 2000-talet även en färgserie för dekorationshantverk kallad Proceed. Under 2010-talet lades denna verksamhet under en egen sektion kallad Golden Paintworks, med ett utökat produktsortiment under nya namn som Golden Pro Finishes och Lifestyle Finishes.

### Williamsburg Oil Colors
Williamsburg Oil Colors grundades 1986 i Williamsburg, Brooklyn, i New York av Carl Plansky. Tillverkningen av handgjorda konstnärsoljefärger, under namnet Williamsburg Handmade Oil Colors, växte och flyttade till Oneonta i delstaten New York. Efter att Carl Plansky gått bort 2009, övertogs verksamheten 2010 av Golden Artist Colors.

## Produkter

### Golden
Golden är även varumärket för företagets olika produkter inom konstnärsakrylfärg med tillbehör. Bland dessa ses:

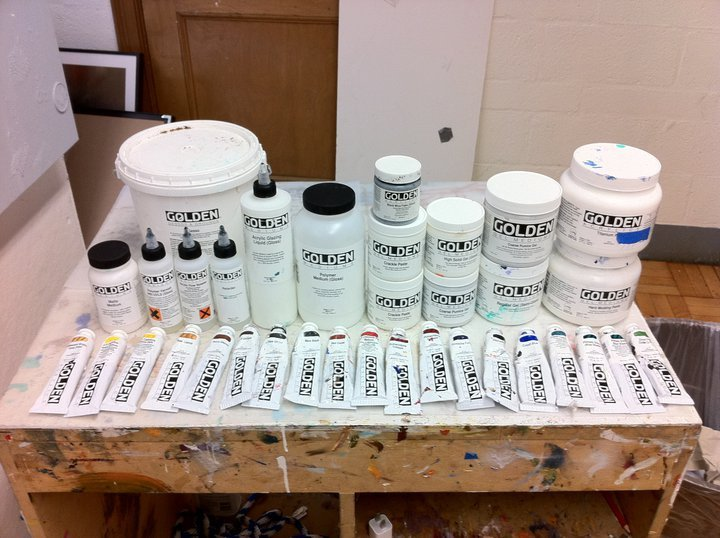

- Heavy body colors, färg med konsistens som konstnärsoljefärg.
- Fluid colors, lösare konsistens än heavy body, men inte lika lättflyttande som high flow.
- High flow colors, tunnflytande färg som även kan användas som bläck, för airbrush eller i markers.
- Open colors, en serie färger som exempelvis medger att en pålagd färg som normalt sett är bearbetningsbar under tio minuter istället kan bearbetas under en timmes tid eller mer. Denna färg kan dock inte appliceras i tjocka lager, eftersom den då riskerar att inte torka riktigt.[9]
- Matte colors, en serie heavy body- och fluid-färger med enhetligt matt finish, till skillnad från de ordinarie serierna där pigmentens egenskaper helt får styra finishen.
- Effektfärger, till exempel iriserande och fluorescerande färger.
- Specialfärger (custom colors), till exempel färger med extra hög pigmentkoncentration och MSA, en lösningsmedelsbaserad akrylfärg, som kan ses som efterföljaren till Bocours Magna.
- Olika former av medier, gesso, fernissa med mera.

### QoR
QoR är en serie akvarellfärger med Aquazol som bindemedel. Aquazol är en vattenlöslig polymer, poly(2-etyl-2-oxazolin), producerad av företaget Polymer Chemistry Innovations. Den kan hålla mer pigment än det annars vanliga bindemedlet gummi arabicum och medger därmed intensivare färger.

### Williamsburg
Williamsburg Handmade Oil Colors är en serie med drygt 170 olika oljefärger, med tillbehör. Dessutom har man ett stort antal pigment till försäljning.

### Golden Paintworks
Golden Paintworks är en sektion inom Golden som hanterar vattenburna färger med tillhörande medier för hantverksarbete såsom dekorativ väggmålning. Inom detta finns fyra serier:
- Pro Finishes
- Lifestyle Finishes
- Mural Paints
- Theme Paints